# Szkieletnica wonna

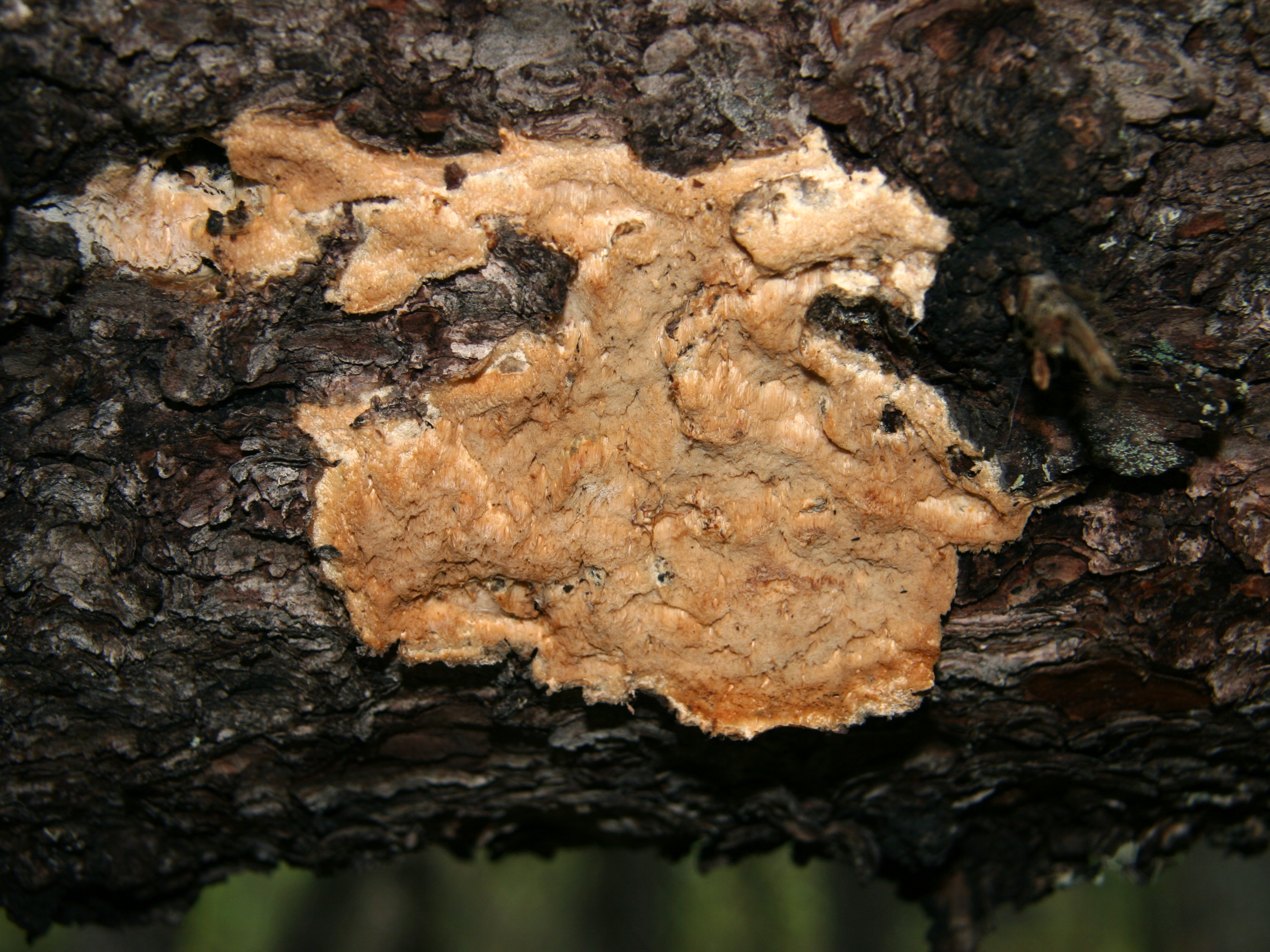

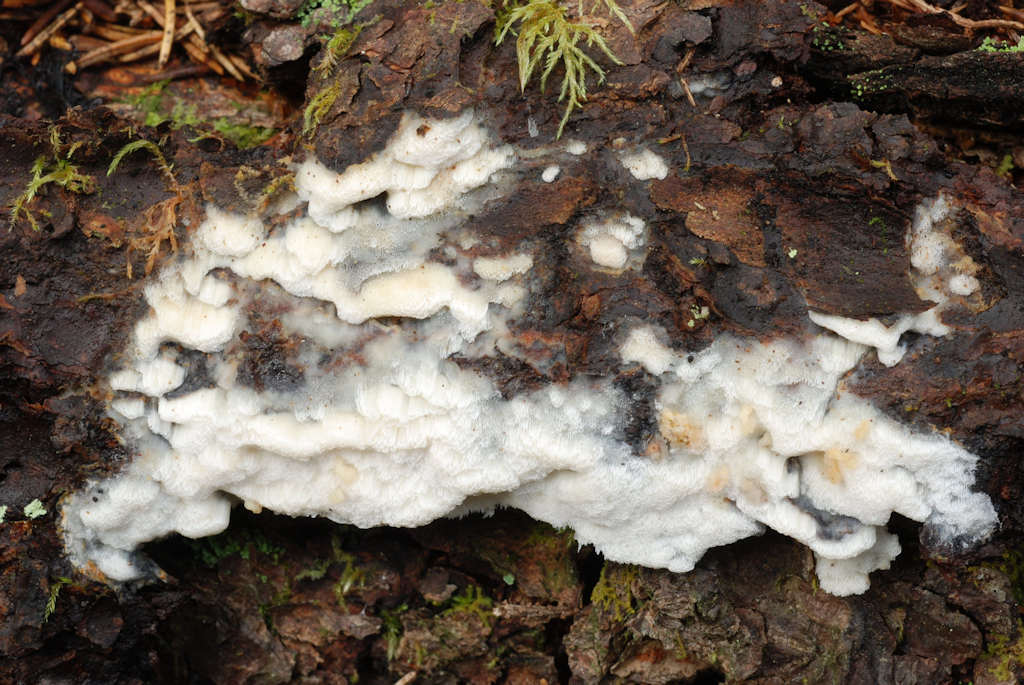
Młody owocnik

Szkieletnica wonna (Skeletocutis odora (Sacc.) Ginns) – gatunek grzybów z rzędu żagwiowców (Polyporales).

## Systematyka i nazewnictwo
Pozycja w klasyfikacji według Index Fungorum: Skeletocutis, Incrustoporiaceae, Polyporales, Incertae sedis, Agaricomycetes, Agaricomycotina, Basidiomycota, Fungi.
Po raz pierwszy gatunek ten został opisany w 1888 r. przez P.A. Saccardo jako Poria nivea. Do rodzaju Skeletocutis przeniósł go James Herbert Ginns w 1984 r.
Synonimy:
- Antrodia odora (Sacc.) Gilb. & Ryvarden 1985
- Polyporus odorus Peck 1885
- Poria odora Sacc., 1888
- Skeletocutis odora f. investiens Zmitr. & Malysheva 2015
- Skeletocutis odora (Sacc.) Ginns 1984 f. odora

Polską nazwą zaproponował Władysław Wojewoda w 2003 r., Stanisław Domański w 1965 r. opisywał ten gatunek pod nazwą powleczka czyłymska.

## Morfologia
Owocnik jednoroczny, rozpostarty, rozpostarto-odgięty lub siedzący. Owocniki rozpostarte mają grubość do 1 cm i szerokość do 20 cm. Obrzeże o szerokości 1–3 mm, strzępiaste, o barwie od białej do białobrązowej. Owocniki występują pojedynczo lub w grupach. Hymenofor rurkowaty, o barwie początkowo białej, potem żółtawo-brązowej. Rurki w stanie suchym żółtobrązowe, sztywne, kruche, korkowate, o długości do 8 mm. Pory wielokątne, często ścieśnione, drobne (w liczbie 4–6 na 1 mm), o cienkich krawędziach. Kontekst o grubości do 1 mm, barwie od białej do lekko kremowej, początkowo miękki, potem włóknisty, w końcu twardy. Na niewielkiej głębokości stopniowo przechodzi w ciemną, korkowatą tramę. Owocnik nie zmienia barwy pod wpływem KOH.
Owocnik wytwarza dość silny, kwaśny zapach.
Cechy mikroskopowe
System strzępkowy dimityczny. Występują głównie strzępki generatywne. Są rzadko rozgałęzione, dość gęsto septowane, o grubości 2,5–5 μm. Strzępki szkieletowe znacznie mniej liczne, sporadycznie tylko rozgałęzione, o grubości 2–5 μm w tramie i 8–12 μm w hymenium. Czasami występują niepozorne, wrzecionowate, zanurzone w hymenium cystydiole o średnicy 3–4 μm. Podstawki o rozmiarach 8–12 × 4–5 μm, z dwoma krótkimi sterygmami. bazydiospory cylindryczne lub nieznacznie kiełbaskowate, brodawkowate, hialinowe, gładkie, o rozmiarach 3,5–5 × 1–1,5 μm.

## Występowanie i siedlisko
Szkieletnica wonna znana jest głównie w Europie i Rosji. W Ameryce Północnej notowana tylko w stanie Nowy Jork w USA. W Polsce jest rzadka. Do 2021 r. w piśmiennictwie naukowym podano jej 4 stanowiska historyczne, 18 współczesnych i jedno wątpliwe. Znajduje się na Czerwonej liście roślin i grzybów Polski. Ma status V – gatunek narażony na wymarcie. Znajduje się na listach gatunków zagrożonych także w Norwegii, Szwecji, Finlandii, Słowacji. W latach 1995–2004 gatunek ten podlegał ochronie częściowej, a od roku 2004 podlega ochronie ścisłej bez możliwości zastosowania wyłączeń spod ochrony uzasadnionych względami gospodarki rolnej, leśnej lub rybackiej.
Grzyb nadrzewny. Występuje na martwym drewnie w lasach – na pniach i opadłych gałęziach, głównie na drewnie iglastym. Owocniki wytwarza do zimy. W Polsce notowana na drewnie jodły pospolitej, świerka pospolitego i sosny pospolitej, ale w południowej i środkowej części Półwyspu Skandynawskiego notowana była także na topoli osice, czasami porasta także owocniki czyrenia świerkowego (Phellinus chrysoloma).
Saprotrof powodujący białą zgniliznę drewna. Często zajmuje znaczną powierzchnię pni, powodując intensywną ich zgniliznę. Na raz zasiedlonym drewnie rozwija się aż do jego rozkładu. Wskutek jego rozwoju drewno rozpada się wzdłuż słojów przyrostu rocznego na warstwy i włókna.

## Gatunki podobne
Od podobnych hub odróżnia się jednorocznym, soczystym i szybko rosnącym owocnikiem. W stanie świeżym rurki łatwo się rozdzielają, w stanie suchym stają się twardsze, ale łatwo można je ciąć nożykiem. W obrębie rodzaju szkieletnica odróżnia się najsilniejszym, kwaśnym zapachem. Mikroskopowo charakterystyczną cechą szkieletnicy wonnej jest bardzo niewielka ilość strzępek szkieletowych i równoległy układ strzępek, zwłaszcza dolnych.